# Benaraby
Benaraby – miasto w Australii, w stanie Queensland.